# Cristal Atlético Clube
Il Cristal Atlético Clube, noto anche semplicemente come Cristal, è una società calcistica brasiliana con sede nella città di Macapá, capitale dello stato dell'Amapá.

## Storia
Il Cristal Atlético Clube è stato fondato il 15 novembre 1969. Ha vinto il Campionato Amapaense nel 2008, dopo aver battuto in finale il São José. Il Cristal ha partecipato al Campeonato Brasileiro Série C nel 2008, dove è stato eliminato alla prima fase, e ha anche partecipato al Campeonato Brasileiro Série D nel 2009 e nel 2010.

## Palmarès

### Competizioni statali
- Campionato Amapaense: 1

2008
- Campeonato Amapaense Segunda Divisão: 2

1988, 2005